# Fjällsolblomfluga
Fjällsolblomfluga (Syrphus attenuatus) är en tvåvingeart som beskrevs av James Stewart Hine 1922. Fjällsolblomfluga ingår i släktet solblomflugor, och familjen blomflugor. Arten är reproducerande i Sverige. Inga underarter finns listade i Catalogue of Life.